# Gérard Testa
Pour les articles homonymes, voir Testa.
 (mai 2016).
 (avril 2015).
Gérard Testa, né en 1951, est un artiste peintre et sculpteur français.

## Biographie
D'origine Franco-Italienne, Gérard Testa est né en Auvergne en 1951.
Il débute dans le monde de l'art très jeune en 1965 en prenant des cours à l'académie Valery Larbaud avec Robert Mermet comme professeur.
Après un passage à l'école des beaux-arts d'Aix-en-Provence, il s'installe en 1975 dans le Gard où lors d'une exposition il rencontre Claude Viallat qui lui fait découvrir la peinture américaine.
En 1979, il s'installe près du Luberon où il commence une période de collages avec des draps de récupération qu'il brûle à la cheminée, et rehaussés de blanc et de noir.
Après un voyage au Maroc en 1989, il revient pour une exposition qu'il prépare pour la galerie Johannes Schilling à Cologne en 1990, le catalogue est préfacé par Jean Lacouture, ami de l'artiste.
En 2001, Gérard Testa s'installe au Maroc. Il présente à Art Gallery Matisse à Marrakech en 2006 des travaux réalisés avec un matériau industriel qu'il révèle au trichloréthylène où le noir joue un rôle important. Il expose ensuite en 2010 aux Galeries nationales de Rabat.
Il vit aujourd'hui entre ses deux ateliers en France et au Maroc.

## Principales expositions
- 1981 : Foire internationale d'art contemporain Bâle - Suisse
- 1983 :  Galerie d'art actuel - Metz - France
- 1984 : 
  - Galerie Frédéric Gollong - Saint-Paul-de-Vence - France
  - Galerie Anne-Marie Rey - Nice - France
- 1985 : 
  - Galerie Bellint - Paris - France
  - Galerie Frédéric Gollong - Saint-Paul-de-Vence - France
- 1987 : 
  - Galerie Motte - Genève - Suisse
  - Galerie d'Œil Dense - Paris - France
- 1988 : 
  - Musée Campredon - L'Isle-sur-la-Sorgue - France
  - Art Jonction International - Nice - France
  - Art Fair - Los Angeles - États-Unis
- 1989 : 
  - Galerie de la Gare - Bonnieux - France
  - Galerie Motte - Genève - Suisse
- 1990 :
- Galerie Johannes Schilling - Cologne - Allemagne
- Galerie l'Œil Dense - Paris - France
- 1991 : Salon Découvertes Grand Palais [2] - Paris - France
- Galerie de la Gare - Bonnieux - France
- Galerie Motte - Genève - Suisse
- 1992 : Foire internationale d'art contemporain - Bruxelles - Belgique
- 1994 : 
  - Galerie France T. - Paris - France
  - Galerie de la Gare - Bonnieux - France
- 1996 : Galerie France T. - Paris - France
- 1998 : Galerie France T. - Paris - France
- 1999 : 
  - Galerie Nane Cailler - Lausanne - Suisse
  - Musée d'Art Contemporain - Tanger - Maroc
- 2001 : La Chapelle du Collège (rétrospective) - Carpentras - France
- 2003 : Artenim (Galerie Richard Nicolet) - Nîmes - France
- 2004 : 
  - St'Art (Galerie Richard Nicolet) - Strasbourg - France
  - Art Karlsruhe (Galerie Richard Nicolet) - Karlsruhe - Allemagne
  - Art Évent (Galerie Richard Nicolet) - Lille - France
  - Artenim (Galerie Richard Nicolet) - Nîmes - France
- 2005 :  St'Art (Galerie Richard Nicolet) - Strasbourg - France
- 2006 : 
  - Matisse Art Gallery [3] - Marrakech - Maroc
  - Galerie Richard Nicolet - Gordes - France
  - Galerie Gilbert Dufois - Senlis - France
  - Galerie ArteSol - Soleure - Suisse  Artenim [4] - Nîmes - France
  - Foire de Gand - Gand - Belgique  St'Art - Strasbourg - France
- 2007 : 
  - Artenim - Nîmes - France
  - Foire de Gand - Gand - Belgique
  - St'Art - Strasbourg - France
- 2009 : Galerie d'art contemporain Mohamed Drissi - Tanger - Maroc
- 2010 : 
  - Galerie Bal El Kebir [5] - Rabat - Maroc
  - Art Fair (Matisse Art Gallery) [6] - Marrakech - Maroc
- 2011 :  Galerie Pascal Lainé [7] - Ménerbes - France
- 2012 :  Art Up (Galerie Richard Nicolet) [8] - Lille - France
- 2013 :  Galerie Rê [9] - Marrakech - Maroc
- 2014 : 
  - Galerie Artothèque [10] - Casablanca - Maroc
  - Galerie ArteSol [11] - Soleure - Suisse
- 2015 :  Galerie Conil [12] - Tanger - Maroc
- 2017 :  Fondation l'Estrée - Lausanne - Suisse
- 2019 :  
  - Galerie Conil [12] - Tanger - Maroc
  - Galerie Pascal Lainé [13] - Ménerbes - France
- 2020 :  Exposition Protéiforme - Château de Gordes - Gordes - France
- 2021 :  Institut Français - Galerie Delacroix - Tanger - Maroc

## Illustrations
Gérard Testa a réalisé des dessins et illustrations dans différents ouvrages:
- Edouardo Lourenço, Le Miroir imaginaire [14], Escampette, 2000  (ISBN 978-2909428208) (1re de couverture)
- Alain Surrans, Le regard du musicien, Plume, 1993, p. 112  (ISBN 2908034700) (illustrations)
- Michel Bohbot, Parcours initiatiques, Éditions des deux sources (illustrations)
- Michel Bohbot, Une grande part d'ombre, Éditions des deux sources (illustrations)

## Filmographie
- Journal télévisé, Al Aoula, 2010[15]
- Océaniques, France 3, 1991 - BBC, 1995

## Œuvres dans des collections privées
Allemagne, Belgique, Suisse, États-Unis, Pays-Bas, Italie, Maroc, Japon, Royaume-Uni, Espagne, France, Luxembourg, Danemark, Finlande,.